# Elecciones presidenciales de Brasil de 1964
Las elecciones presidenciales de Brasil de 1964 se realizarion por votación indirecta, por primera vez desde 1945, por medio de un colegio electoral compuesto por los miembros del Congreso. Fue elegido Humberto de Alencar Castelo Branco con 361 votos sobre un total de 475.
- Datos: Q923502